# Улица Элизабетес (Рига)
Улица Э́лизабетес (латыш. Elizabetes iela) — улица в исторической части города Риги. Пролегает от Рижского порта (улица Экспорта) до железнодорожной насыпи у центрального вокзала. Общая длина — 2222 метра.
Является одной из наиболее интересных улиц города по количеству достопримечательностей и памятников архитектуры. К улице Элизабетес примыкают парк Кронвалда, Эспланада и Верманский парк.

## История
Улица была запланирована при создании плана городской застройки после сожжения деревянных зданий рижских предместий в ходе Отечественной войны 1812 года. Был создан новый проект по трассировке рижских улиц, при реализации которого была проведена улица Александровская (ныне Бривибас), названная в честь царя Александра I, а также Елизаветинская, которая получила название в честь супруги Александра российской императрицы Елизаветы Алексеевны. Предместья были успешно реконструированы во время правления рижского губернатора Филиппа Осиповича Паулуччи. Фактически Елизаветинская улица выполняла функцию рубежа, который пролегал между территорией, свободной от городской застройки (в военной традиции такие места в истории европейских городов-крепостей назывались эспланадами (или гласисами), и первыми деревянными зданиями с садами и частными огородами, которые располагались в предместьях (форштадтах). На месте бывшей эспланады сегодня в Риге располагаются общественные и репрезентативные здания, а также цепь городских парков, один из которых сохранил название Эспланада.
Улица Елизаветинская тянулась от Первой выгонной дамбы (Ганибу) в юго-восточном направлении, охватывая древнюю часть города, до берега Даугавы в районе нынешнего Центрального рынка. В 1885 году улица была продлена в сторону порта, до нынешней улицы Экспорта. Через некоторое время Елизаветинская улица была укорочена: был отделён участок на территории Московского форштадта от железной дороги до Даугавы, который был назван Тургеневской улицей.
В 1940 году, после присоединения Латвии к СССР, улица Елизаветинская была переименована в улицу Кирова. В мае 1991 года восстановлено историческое название.

## Застройка
Застройка улицы Элизабетес весьма неоднородна: встречаются двухэтажные деревянные строения и более высокие каменные, выполненные преимущественно в стиле национального романтизма, вертикального и декоративного модерна.
Характер застройки во многом связан с расположением улицы на запретном для деревянного строительства городском рубеже (был введён с 1860 года); в то же время к улице примыкал участок, на котором строительство деревянных сооружений было разрешено до 1885 года. На облик улицы оказывает влияние близость ряда городских парков и бульваров.
- Дом 2 — здание, построенное в 1974 году для Центрального Комитета КПЛ (архитекторы Я. Н. Вилциньш, А. О. Удрис, А. Я. Станиславскис); ныне — Центр международной торговли.
- Дома 4 и 12 построены по проектам архитектора Карла Фельско (1883 и 1897).
- Дом 14 построен в стиле латышского национального романтизма архитектором Эрнестом Поле для Ссудо-сберегательной кассы рижских ремесленников. Проект навеян впечатлениями от посещения Финляндии и знакомством с мастерской Г. Гезеллиуса, А.Линдгрена и Э. Сааринена в 1903 году, спроектировавшими похожий дом в Хельсинки на ул. Луотсиликату, 5[2];
- Жилой дом № 33 был спроектирован архитектором М. О. Эйзенштейном и выполнен в необычном стиле декоративного модерна с преобладанием тенденции к насыщению фасадов мифологическими символами. Это здание отличает богатая декоративная отделка, соответствующая концепции horror vacui («боязни незаполненных пространств» в изобразительном искусстве).
- Дом 55 — гостиница «Латвия» (ныне «Radisson Blu Hotel Latvija»).
- Дом 61 — кинотеатр «Splendid Palace» (1923, архитектор Фридрих Скуиньш)[3]. Первый кинотеатр в балтийских странах, в котором демонстрировались звуковые фильмы. Первое в городе здание из железобетона, построено по заказу киномагната Василия Емельянова. Здание кинотеатра и декоративная отделка интерьеров признаны памятниками культуры государственного значения[4].

## Известные жители
- № 13:
  - в 1945—1958 годах в доме проживал выдающийся латышский писатель-романист и государственный деятель Вилис Лацис.
  - с 1948 по 1992 год в доме проживал писатель Николай Задорнов (в 2009 году открыта мемориальная доска).
- № 21а: в 1944—1966 годах в доме проживал первый секретарь ЦК КПЛ Арвид Пельше.
- № 24: в квартире 55 с 1918 года жил известный рижский художник Карлис Падегс (1911—1940).
- № 57:
  - в квартире на третьем этаже в 1945—1956 годах проживал известный латвийский дирижер, народный артист СССР Арвид Янсонс с супругой Ираидой и сыном Марисом, впоследствии прославленным российским дирижёром. После отъезда Янсонсов в Ленинград квартиру предоставили писателю Андрею Упиту. После его смерти в квартире был создан мемориальный музей;
  - в квартире 26 проживали известные художники Р. Сута и А. Бельцова, квартира стала мемориальной[5];
  - в этом доме Латвийская Республика предоставила квартиры экс-президентам Г. Улманису и В. Вике-Фрейберге.
- № 63: в 1920-30-е годы в кв. 5 жил известный рижский киномагнат, создатель кинотеатра Splendid Palace Василий Емельянов.
- № 101: в 1932—1940 годах в доме жил советский латвийский живописец, скульптор и график Янис-Робертс Тилбергс.

## Прилегающие улицы
- Улица Экспорта
- Улица Аусекля
- Улица Виландес
- Улица Рупниецибас
- Улица Пулквежа Бриежа
- Улица Стрелниеку
- Бульвар Калпака
- Улица Николая Рериха
- Улица Антонияс
- Улица Юра Алунана
- Улица Ерузалемес
- Улица Кришьяня Валдемара
- Улица Сколас
- Улица Базницас
- Улица и бульвар Бривибас
- Улица Тербатас
- Улица Кришьяня Барона
- Улица Марияс
- Улица Эрнеста Бирзниека-Упиша
- Улица Сатеклес